# Hofmark Schambach

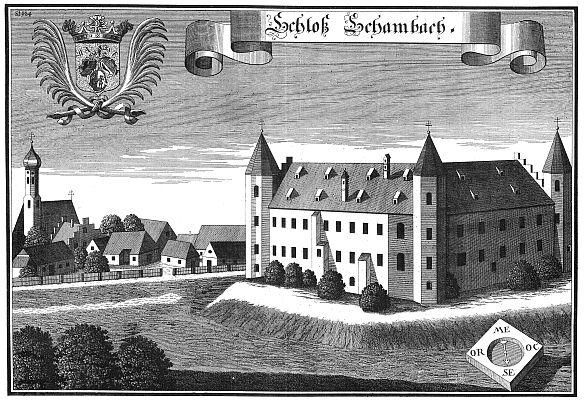
Schloss Schambach, Stich von Michael Wening (um 1700)

Die Hofmark Schambach war eine geschlossene Hofmark mit Sitz auf Schloss Schambach in Schambach, heute ein Gemeindeteil von Straßkirchen im niederbayerischen Landkreis Straubing-Bogen.
Die Hofmark gehörte der Familie von Trenbach, die bis zum Dreißigjährigen Krieg die Besitzer blieb. Dann kam sie kurzzeitig zum Stift St. Emmeram in Regensburg und später wieder in Privathand.
Im Jahr 1813 ersteigerte der 1811 in Irlbach ansässige Graf Franz Gabriel von Bray das Schloss mit bedeutendem Grundbesitz.